# Clones
Clones (irisch Cluain Eois) ist eine kleine Stadt im Westen des Countys Monaghan in Irland. Die Bevölkerung betrug im Jahr 2022 einschließlich des ländlichen Einzugsgebiets 1885 Personen.

## Geschichte
Clones war ursprünglich eine von Saint Tighernach gegründete klösterliche Ansiedlung aus dem 6. Jahrhundert, die bis zur Auflösung der Klöster durch Heinrich VIII bestand.
Die Stadt Clones wurde wirtschaftlich besonders schwer von der Teilung Irlands im Jahr 1921 betroffen, da sie an der Grenze zum County Fermanagh liegt, das zu Nordirland gehört. Dadurch wurde Clones von seinem ökonomischen Einzugsgebiet abgeschnitten, das jetzt in Nordirland liegt.

## Einwohnerentwicklung
Im Gegensatz zu den meisten Orten in Irland hat sich die Einwohnerzahl trotz des wirtschaftlichen Aufschwung des Landes in den letzten 30 Jahren verringert.
| 1991 | 1996 | 2002 | 2006 | 2011 | 2016 | 2022 |
| ---- | ---- | ---- | ---- | ---- | ---- | ---- |
| 2347 | 2170 | 1947 | 1767 | 1761 | 1680 | 1885 |

## Sehenswürdigkeiten
- Das Sandsteinkreuz auf dem Diamond in Clones ist eine Kombination aus zwei separaten Hochkreuzen der Ulster-Gruppe. Es stammt vermutlich aus dem 9. Jahrhundert. Es wurde wahrscheinlich wurde es zu einem späteren Zeitpunkt von seinem ursprünglichen Platz in der Klosteranlage hierher gebracht. Die Kreuzfragmente haben eine  Höhe von 4,57 m.[2]
- Auf dem Gelände des ehemaligen Klosters steht ein nahezu 23 m hoher Rundturm, der bis auf die konische Spitze erhalten ist.[2]
- In der Nähe des Rundturms steht der Grabschrein von Clones in Form eines Hauses, der der Überlieferung nach die Überreste von Saint Tighernach enthalten haben soll.[2]
- Auf der gegenüberliegenden Straßenseite ist die Ruine einer Kirche aus dem 12. Jahrhundert.[2]
- Im Nordwesten der Stadt ist eine von den Normannen im 12. oder 13. Jahrhundert erbaute Motte.[2]

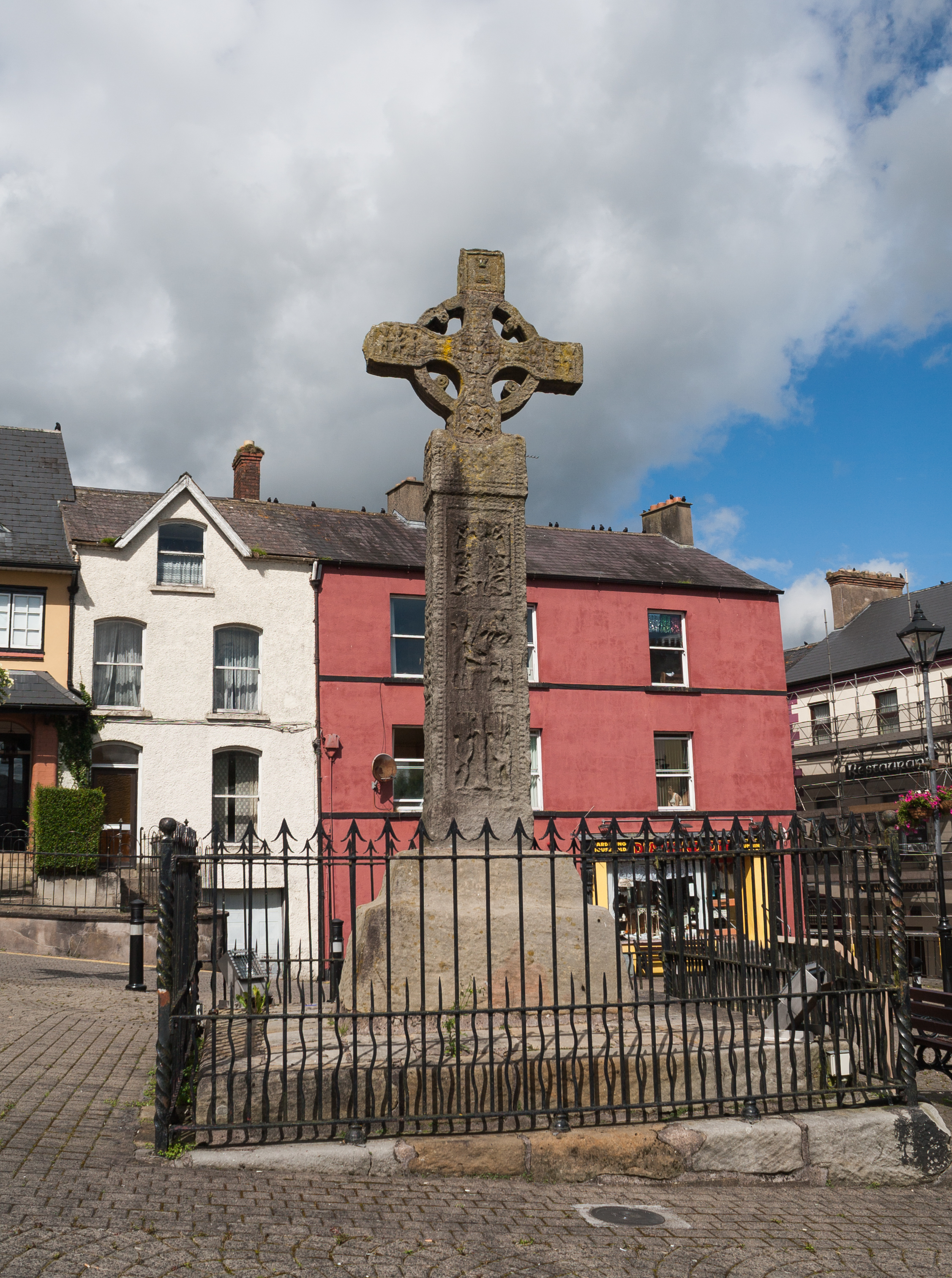
Hochkreuz
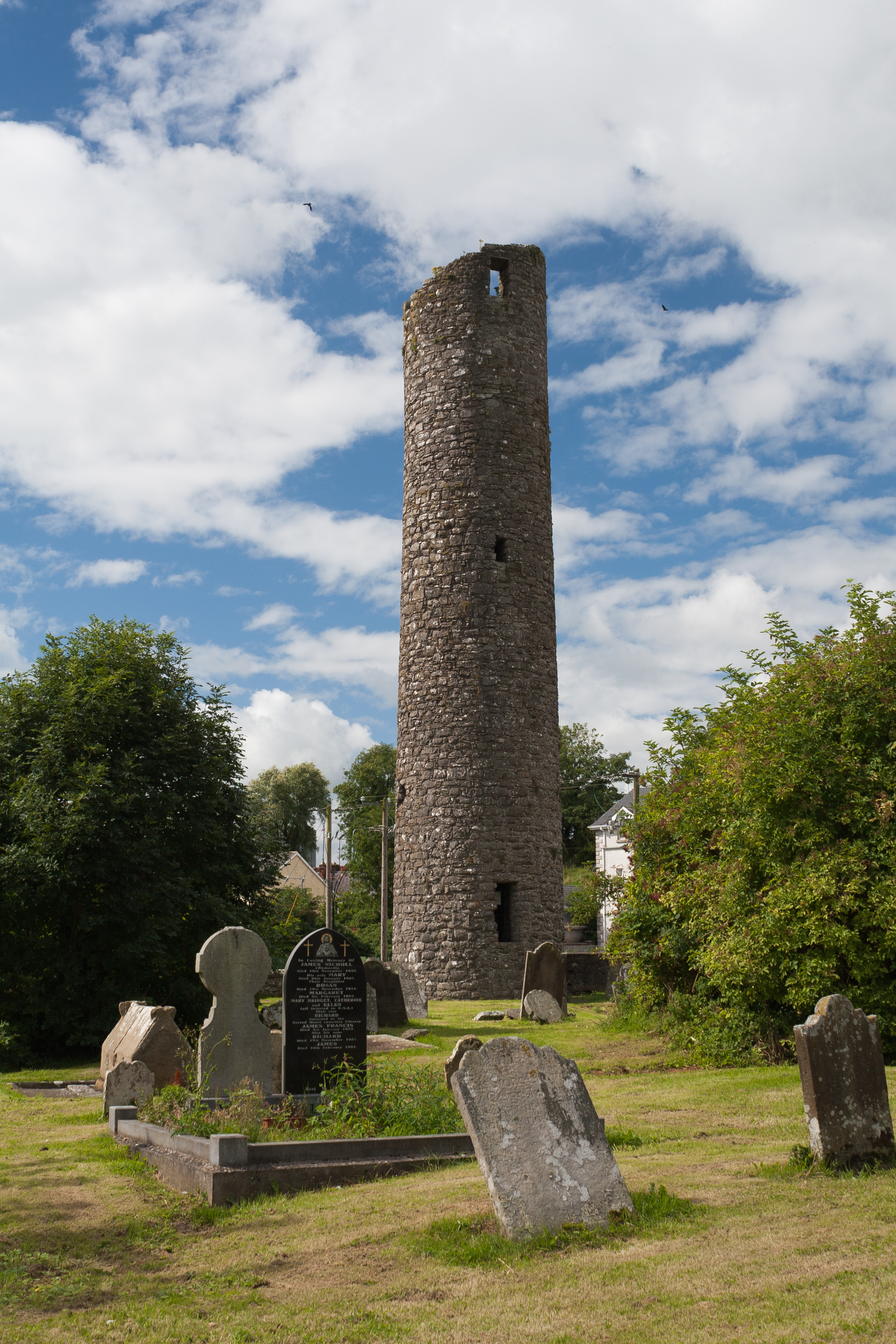
Rundturm
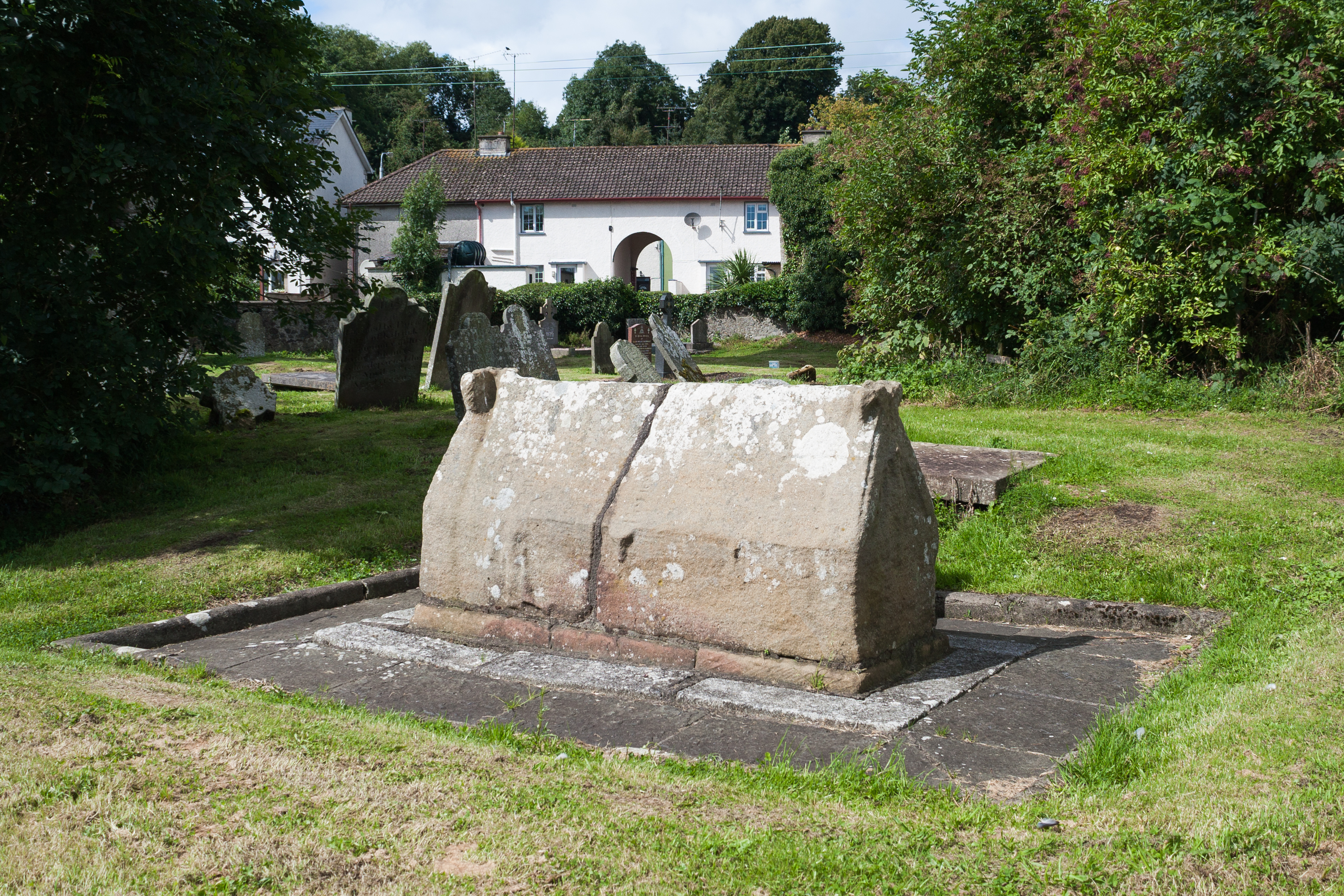
Saint Tighernachs Schrein
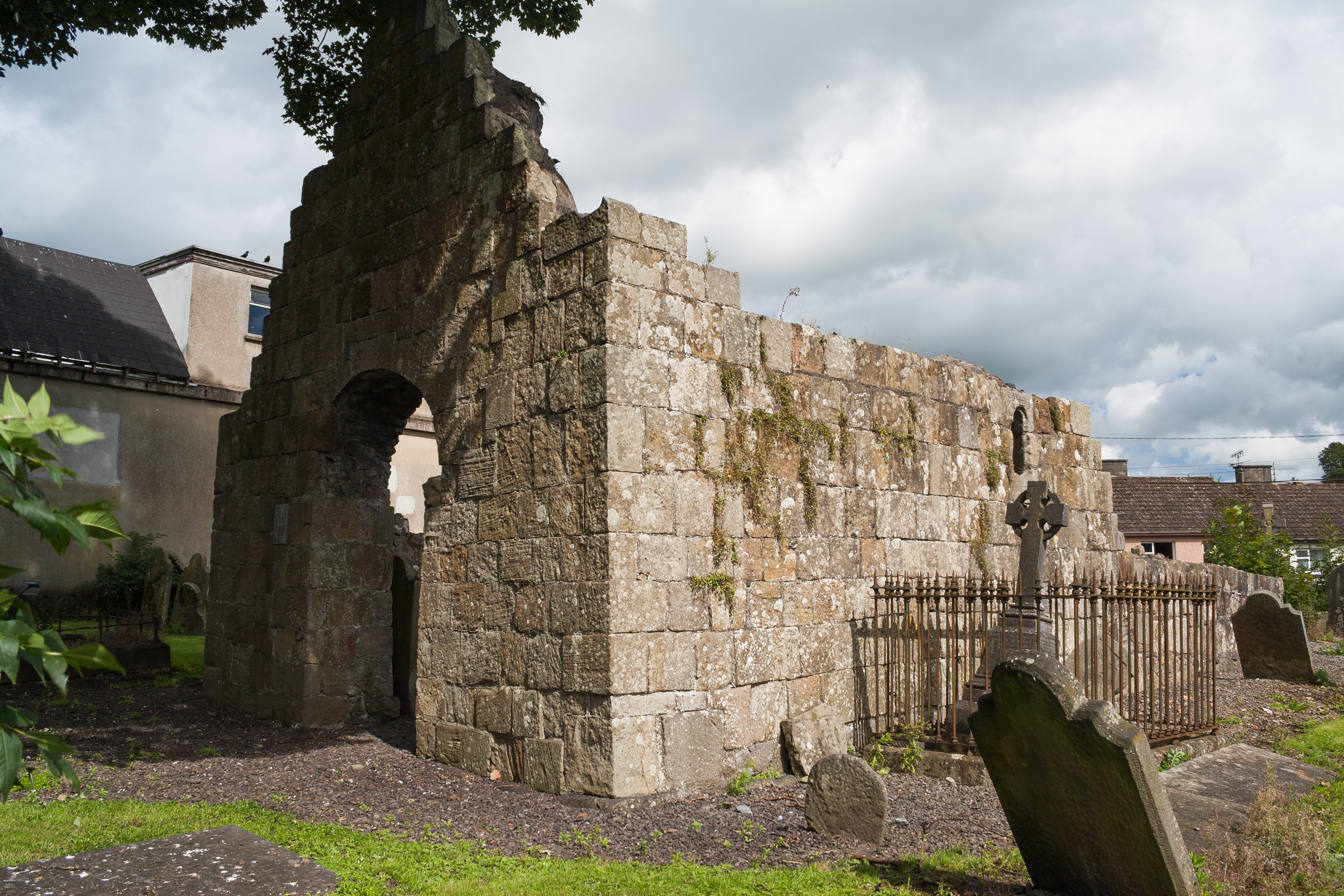
Kirchenruine

## Persönlichkeiten
- James Parke (1881–1946), Tennisspieler
- Patrick McCabe (* 1955), Schriftsteller
- Barry McGuigan (* 1961), WBA-Boxweltmeister (Federgewicht)
- Kevin McBride (* 1973), Boxer